# Courtney Solomon
Pour les articles homonymes, voir Solomon.
Courtney Solomon est un producteur, réalisateur et scénariste canadien, né le 1er septembre 1971 à Toronto (Canada).

## Filmographie

### comme producteur
- 2000 : Donjons et Dragons
- 2005 : American Haunting (An American Haunting)
- 2012 : Gladiators (The Philly Kid)
- 2015 : Cake
- 2016 : The Yellow Birds
- 2016 : The Comedian de Taylor Hackford
- 2024 : Les Instrus (The Strangers: Chapter 1) de Renny Harlin
- 2024 : Arthur the King de Simon Cellan Jones
- 2025 : Red Sonja de M. J. Bassett

### comme réalisateur
- 2000 : Donjons et Dragons
- 2005 : American Haunting (An American Haunting)
- 2013 : Getaway

### comme scénariste
- 2005 : American Haunting (An American Haunting)